# لا بل (کشتی)
لا بل (کشتی) (به انگلیسی: La Belle (ship)) یک کشتی بود که طول آن ۵۴ فوت ۴ اینچ (۱۶٫۵۶ متر) بود.